# The Primrose Ring (película)
The Primrose Ring es una película de drama mudo de 1917 dirigida por Robert Z. Leonard y escrita por Marion Fairfax y Ruth Sawyer. La película fue protagonizada por  Mae Murray, Tom Moore, Winter Hall, Billy Jacobs, Mayme Kelso, y Loretta Young. La película fue estrenada el 7 de mayo de 1917 por Paramount Pictures.

## Reparto
- Mae Murray como Margaret MacLean
- Tom Moore como Bob MacLean
- Winter Hall como Dr. Ralph MacLean
- Billy Jacobs como Sandy
- Mayme Kelso como Miss Foote
- Loretta Young como Hada

## Preservación
No hay copias de The Primrose Ring ubicadas en archivos cinematográficos, siendo considerada una película perdida.